# Hajdúnánás
Hajdúnánás város Hajdú-Bihar vármegyében, a Hajdúnánási járás székhelye. A megye ötödik legnépesebb települése.

## Fekvése
A Hajdúságban, az Alföld északi peremén található, Debrecentől 40 kilométerre északnyugatra, Nyíregyházától 25 kilométerre délnyugatra. Területe 259,62 km², ebből 12,54 km² a belterület. Legnépesebb különálló településrésze Tedej, mely az északi határszéle közelében fekszik.
A közvetlenül határos települések: észak felől Tiszavasvári, kelet felől Hajdúdorog, dél felől Hajdúböszörmény, nyugat felől Görbeháza, északnyugat felől pedig Polgár.
Legfontosabb vízfolyása a Keleti-főcsatorna, mely több mint 15 kilométer hosszan húzódik a határai között, s a városközponttól alig 2 kilométerre nyugatra húzódik.

### Megközelítése
A térséget átszelő országos főutak (az M3-as autópálya kivételével) elkerülik – a 35-ös és a 36-os főutaktól 15-15, a 4-es főúttól pedig 20 kilométerre fekszik –, így csak mellékutakon érhető el.
A környező települések közül Nyíregyházával a 3317-es, Balmazújvárossal a 3323-as, Polgárral a 3501-es, Tiszavasvárival és Hajdúdoroggal, illetve azon át Hajdúböszörménnyel a 3502-es, Görbeházával pedig a 3508-as út köti össze. (A belvárost körbevevő körgyűrű is országos közútként számozódik: körülbelül egyharmada északon és keleten a 3502-es út része, a fennmaradó szakasz a 35 141-es útszámot viseli.)
Az ország távolabbi részei felől a leginkább kézenfekvő megközelítési útvonala az M3-as autópálya, melynek egy csomópontja van a határai között, a belterülettől mintegy 4 kilométerre északnyugatra, a 3502-es út keresztezésénél.
A hazai vasútvonalak közül a Debrecen–Tiszalök-vasútvonal érinti, melynek három megállási pontja van itt. Debrecen felől sorrendben:
- Hajdúnánás vasútállomás, a városközponttól délre, a 3323-as út vasúti keresztezésének keleti oldalától nem messze, közúti elérését a 35 141-es útból kiágazó 35 302-es számú mellékút (települési nevén Bocskai utca) biztosítja;
- Hajdúnánás-Vásártér megállóhely, a város nyugati széle közelében, de már lakott területen kívül, ennek közúti elérését csak önkormányzati utak teszik lehetővé; és
- Tedej megállóhely, a névadó település délnyugati részén, belterületen.

## Története
Ezen a területen már a csiszoltkő-korszakban (i. e. 4500-2500), a rézkorban (i. e. 2500-1900), valamint a bronzkorban (i. e. 1900-900) is éltek különböző népcsoportok az itt talált leletek tanúsága szerint. A város határában megtalálhatóak a Csörsz árok maradványai, amely a kutatások szerint a szarmatákat védte a germán törzsek ellen. A 4. század második felétől gepidák, hunok és avarok váltották itt egymást.
Nánást először a Váradi regestrum említi, ahol később Nánásmonostora néven bukkan fel, tehát templomos község volt. 1301-es adatok szerint a tatárjárás következtében teljesen elnéptelenedett. 1421-ben Brankovics György szerb despota birtoka lett, majd Hunyadi János kezébe került, az 1490-es országgyűlés Corvin Jánosnak adományozta. 1556-ban török megszállt terület lett, adózó portáinak száma ekkor 25 volt. Bocskai István 1605-ös kiváltságlevelében puszta területként van megnevezve. A hajdúvárosok egyikeként 1606-ban kapott városi jogot. (1605. december 12.). Bocskai mozgalma nyomán mintegy 1800-2000 hajdú települt le a nemesi szabadságjogok birtokába került mezővárosban. A lakosság a törökök elől többször menekülni kényszerült és sokat szenvedett a kuruc háborúk idején is.
1676-ban annyira lerombolták, hogy 10 évig pusztaság volt. A lakosok a királytól kértek segítséget az újjáépítéshez. Később Nánás Rákóczi oldalán vett részt a szabadságharcban. Megtorlásként a császáriak kétszer is feldúlták a várost, 1709-ben még pestis is pusztított. A 18. században az őslakosság és a bevándorló nemesek között okozott feszültséget a teherviselés és a határbirtoklás kérdése. A helyzet csak a 19. század derekára rendeződött, ekkor vett nagyobb lendületet a földművelés az addig jellemző állattenyésztés mellett.
Az 1848–49-es szabadságharc idején a hajdúk két népfelkelő századát egyedül Nánás szolgáltatta. Az oroszok és az osztrákok által is megsarcolt város a Bach-korszak alatt az eladósodás ellen és az önkormányzatáért küzdött. A fejlődés csak 1876-ban vett nagyobb lendületet. A társadalmi, kulturális és politikai élet a század utolsó évtizedeire sokszínűvé és mozgalmassá vált (Hajdúnánási Kaszinó, Polgári Olvasókör, Nánási Lapok c. újság). A két világháború során nem szenvedett jelentősebb károkat a város, annál nagyobb volt az állatállomány és a mezőgazdasági felszerelés pusztulása. 1940-ben a lakosság száma 17 996 fő volt, ebből 17 978 magyar, 7 német, 5 szerb, 5 szlovák, és 1 horvát. A lakosság kb. 80%-a református, 9%-a római katolikus, 6%-a zsidó, 5%-a egyéb vallású volt.
Az 1956-os forradalom leverése után Debrecen után Hajdúnánáson ítélték el a legtöbb embert a megyéből a büntetőperekben. Az 1950-es évektől a korábbiaknál lényegesen erőteljesebb iparosodás kezdődött a városban, Országos jelentőségű üzemek telepedtek meg a térségben (pl. az Egyesült Izzólámpa és Villamossági Rt.). Kezdetét vette a közmű- és a közvilágítás kiépítése. 1962-ben nyitották meg a Városi Fürdőt. A rendszerváltás után a fejlődés látványosan visszaesett, ma a város fő vonzereje a termálfürdő, és a struccfarm. Hajdúnánás 1992 óta tagja a Hajdúvárosok Szövetségének.

## Címere
1786-ban készült el az a pecsétnyomó, amelynek címerképe aztán a város jelképévé vált.
A címer hármas rétegzésű. Az égszínkék, ovális pajzson egy hajdú áll, aki vörös ruhát és sárga csizmát visel. Jobb kezében kivont szablyával, baljában egy levágott török fejjel. Fölötte helyezkedik el a vitézi nyílt sisak a királyi koronával, a visszavonhatatlan nemesi kiváltság jelképével. Legfelül kivont szablyát tartó jobb kar és a szablyán levágott török fej látható. A címerképet balról vörös és arany, jobbról pedig kék és ezüst girlandok egészítik ki.

## Közélete

### Polgármesterei
| Időszak   | Polgármester          | Párt                     | Megjegyzés |
| --------- | --------------------- | ------------------------ | ---------- |
| 1990–1994 | Boros Miklós          | SZDSZ                    |            |
| 1994–1998 | Dr. Éles András       | Hajdúnánásért Egyesület  |            |
| 1998–2002 | Dr. Éles András       | Hajdúnánásért Egyesület  |            |
| 2002–2006 | Dr. Éles András       | HTFE-MSZP                |            |
| 2006–2010 | Dr. Éles András       | HTFE-MSZP                |            |
| 2010–2014 | Szólláth Tibor Zoltán | Fidesz                   |            |
| 2014–2019 | Szólláth Tibor Zoltán | Fidesz-KDNP              |            |
| 2019–2024 | Szólláth Tibor Zoltán | Fidesz-KDNP              |            |
| 2024–     | Bódi Judit            | Összefogás Hajdúnánásért |            |

### Alpolgármesterei
| Időszak   | Alpolgármester 1.                                                                                   | Alpolgármester 2.                                                           | Alpolgármester 3.                                                                      |
| --------- | --------------------------------------------------------------------------------------------------- | --------------------------------------------------------------------------- | -------------------------------------------------------------------------------------- |
| 1990–1994 | Dr. Éles András (független), főállásban                                                             | -                                                                           | -                                                                                      |
| 1994–1998 | Benkey Lajos (MSZP), főállásban (1994–1998), társadalmi megbízatásban (1998–2002)                   | -                                                                           | -                                                                                      |
| 1998–2002 | Benkey Lajos (MSZP), főállásban (1994–1998), társadalmi megbízatásban (1998–2002)                   | -                                                                           | -                                                                                      |
| 2002–2006 | Oláh Miklós (MSZP) főállásban (2002–2006), társadalmi megbízatásban (2007–2010)                     | -                                                                           | -                                                                                      |
| 2007–2010 | Oláh Miklós (MSZP) főállásban (2002–2006), társadalmi megbízatásban (2007–2010)                     | Dr. Juhász Endre László (Fidesz-KDNP-Polgári Kör), társadalmi megbízatásban | -                                                                                      |
| 2010–2014 | Dr. Juhász Endre László (Fidesz-KDNP), társadalmi megbízatásban (2010–2014), főállásban (2014–2019) | -                                                                           | -                                                                                      |
| 2014–2019 | Dr. Juhász Endre László (Fidesz-KDNP), társadalmi megbízatásban (2010–2014), főállásban (2014–2019) | Dr. Csiszár Imre (Fidesz-KDNP), társadalmi megbízatásban                    | -                                                                                      |
| 2019–2024 | Nagyné Legény Ildikó (Fidesz-KDNP), társadalmi megbízatásban (2019–2022), főállásban (2022–2024)    | Dr. Csiszár Imre (Fidesz-KDNP), társadalmi megbízatásban                    | Török István (DK-MSZP-Jobbik-Momentum-LMP-HESZE), társadalmi megbízatásban (2019–2022) |
| 2024–     | Oláh Miklós (Összefogás Hajdúnánásért), társadalmi megbízatásban                                    | -                                                                           | -                                                                                      |

### Választások
- 2024-es önkormányzati választás
- 2019-es önkormányzati választás
- 2014-es önkormányzati választás
- 2010-es önkormányzati választás
- 2006-os önkormányzati választás
- 2002-es önkormányzati választás
- 1998-as önkormányzati választás
- 1994-es önkormányzati választás
- 1990-es önkormányzati választás

## Gazdaság
- Háziipara jelentős (szalmafonás).
- Itt működik Magyarország első struccvágóhídja.

## Nevezetességei
- Református templom: copf stílus, 18. század vége[27]
- Főtér (napszerkezetű), Városházával, Kossuth-, és Bocskai-szoborral, szabadtéri színpaddal
- Városi Művelődési Központ,
- Hajdúsági tájház: klasszicista stílus, 19. század vége
- Hajdúnánási gyógyfürdő
- Strucctenyésztő tanya
- Kőrösi Csoma Sándor Gimnázium és Szakközépiskola épülete
- Páfrányfenyő: Hajdú-Bihar megye védett természeti értéke.
- M3-as autópálya hajdúnánási mérnöksége.
- Maghy Zoltán Emlékház és Pituk József Galéria: Az épület 2020. augusztusában nyitotta meg kapuit a látogatók előtt. A fiatalon elhunyt hajdúnánási költő, Maghy Zoltán egykori szülőházában a költő életéről olvashatnak, de művei és néhány személyes tárgya segítségével is emlékezhetnek rá a látogatók. Pituk József selmecbányai születésű festőművész a XX. századi magyar képzőművészet jelentős alkotója. Nevéhez fűződik a budapesti Szent István Bazilika Szent Jobb-kápolnája üvegablakainak elkészítése. A galériában közel félszáz alkotása tekinthető meg. A látogatáshoz előzetesen a helyi művelődési központban lehet bejelentkezni.

## Kultúra
A város kulturális lehetőségeit a Nánás Pro Cultura Nonprofit Kft. üzemeltetésében működő Kéky Lajos Városi Művelődési Központ biztosítja. A művelődési központ helyt ad nyelvi, művészeti és közhasznú tanfolyamoknak, ezen felül sportolási lehetőségeket is nyújt. A központban táncklub és musicalklub is működik. Az érdeklődők színházi előadásokon, koncerteken, előadóesteken vehetnek részt. Év közben több alkalommal is felpezsdítik a várost a hagyományosan megrendezésre kerülő bálok (farsangi, húsvéti, Erzsébet- és Katalin-napi, szilveszter és alapítványi bálok).
A könyvtár állománya 68 000 darabos, értékes helytörténeti gyűjteménnyel rendelkezik, rendszeresen szervez író-olvasó találkozókat, alkotóesteket, fórumokat, vers-és prózamondó versenyeket.
Hajdúnánás évszázados hagyományát felelevenítve kétévente tartják az Aranyszalma Nemzetközi Szalmafonó Pályázatot, és kiállításokkal emlékeznek meg erről az ősi iparágról. A Nyári Zenés Esték elnevezésű többnapos rendezvényt évente szervezik.

## Lakosságszáma
- 1900-ban 15 884,
- 1910-ben 16 781,
- 1920-ban 17 085,
- 1930-ban 17 963,
- 1949-ben 18 222,
- 1990-ben 18 722,
- 2001-ben 18 058 fő lakta Hajdúnánást.

| Lakosok száma | 18 170 | 18 722 | 18 055 | 17 168 | 17 175 | 16 828 | 16 644 | 16 085 | 16 214 | 16 087 |
|               | 1980   | 1990   | 2001   | 2013   | 2014   | 2018   | 2019   | 2022   | 2023   | 2024   |

2001-ben a város lakosságának 99%-a magyar, 1%-a egyéb (főleg cigány) nemzetiségűnek vallotta magát.
A 2011-es népszámlálás során a lakosok 86,7%-a magyarnak, 0,7% cigánynak, 0,3% németnek mondta magát (13,3% nem nyilatkozott; a kettős identitások miatt a végösszeg nagyobb lehet 100%-nál). A vallási megoszlás a következő volt: római katolikus 4,7%, református 31,8%, görögkatolikus 2,4%, felekezeten kívüli 35% (25,3% nem válaszolt).
2022-ben a lakosság 91,2%-a vallotta magát magyarnak, 0,6% cigánynak, 0,3% németnek, 0,1% ukránnak, 0,1% románnak, 1,6% egyéb, nem hazai nemzetiségűnek (8,6% nem nyilatkozott; a kettős identitások miatt a végösszeg nagyobb lehet 100%-nál). Vallásuk szerint 26,1% volt református, 3,8% római katolikus, 3,4% görög katolikus, 0,6% egyéb keresztény, 0,2% egyéb katolikus, 0,1% evangélikus, 27,6% felekezeten kívüli (38,1% nem válaszolt).

## Ismert személyek

### Itt született
- Grünbaum Menyhért (Meinhart Maur) (1884.–  1964.) színész
- Móricz Pál (1870–1936) író, újságíró
- Ladányi Imre (1877–1949) színész, rendező, prózaíró
- Kéky Lajos (1879–1946) irodalom- és színháztörténész, az MTA tagja
- ifjabb Berencsy Géza (1886−?) földbirtokos, országgyűlési képviselő
- Maghy Zoltán (1907–1930) költő
- Vihar Béla (1908–1978) József Attila-díjas magyar költő, újságíró
- Ujvárosi Miklós (1913–1981) botanikus
- Bán Elemér (1917–2019) operaénekes, színművész
- Fábián Sándor (1920. jún. 16.) író, elbeszélő
- Hódos Imre (1928–1989) olimpiai bajnok birkózó
- Hernyák Gábor (1928–2013) geológus
- Hegedűs Loránt (1930–2013) református püspök
- Soós Zoltán (1935–2015) költő
- Hrotkó Károly (1952) kertészmérnök, dendrológus, egyetemi tanár
- Csuja Imre (1960) színész, szinkronszínész
- Mónus József (1965) többszörös világrekorder, világbajnok, tradicionális távlövő íjász
- Ilyés Róbert (1965) színész.
- Váradi Marianna (1966) operaénekes
- Nagy Norbert (labdarúgó) (1969–2003) válogatott labdarúgó
- Oláh Katalin (1968) világbajnok tájfutó
- Tóth Árpád (1986), többszörös magyar bajnok, nívódíjas versenytáncos
- Csiszár Henrietta (1994) válogatott labdarúgó

### Itt élt
- Itt élt 1953-tól 1956-ig Virágh Sándor református lelkész[30][31]
- Itt nevelkedett Spitzer Gyöngyi (Soma Mamagésa) (1966) énekesnő
- Itt nevelkedett Fehér Ferenc (1975) táncművész
- Itt nevelkedett Krusovszky Dénes (1982) Junior Prima díjas és József Attila-díjas költő
- Itt nevelkedett Gulyás Gábor (1916–1987) költő, hírlapíró

## Testvérvárosai
- Érmihályfalva, Románia (Érmellék)
- Csíkszereda, Románia
- Pöstyén, Szlovákia (Felvidék)
- Ustroń, Lengyelország